# Espaço Cultural Casa do Lago
O Espaço Cultural Casa do Lago é um órgão da Pro-reitoria de Extensão e Cultura-ProEC da Universidade Estadual de Campinas. Promove exposições de arte, mostras de cinema, concertos, recitais, cursos, oficinas, palestras, acolhe apresentações artísticas diversas e eventos institucionais. Com desenho arquitetônico diferenciado, possui três abóbadas gigantes, feitas somente de painéis de tijolo cerâmico, com 18 e 22 metros de vão. Inaugurado em 18 de abril de 2002, está localizado no campus de Barão Geraldo em Campinas/SP, ao lado do Parque Ecológico Hermógenes de Freitas Leitão Filho. Possui uma área de, aproximadamente, 900 metros quadrados de construção, distribuídos em 3 espaços principais: Salão Multiuso, Sala de Cinema e Galeria de Exposições. O seu entorno é uma área de convívio e apresentações, margeado por um bosque é um extenso gramado. Possui amplo estacionamento .

## História
O prédio foi projetado pelo arquiteto catalão Joan Villà e construído em 1994, inicialmente para instalação de um restaurante universitário. Em 2002, o espaço foi reinaugurado como centro cultural.

## Descrição
A Casa do Lago é um órgão da Diretoria de Cultura (Dcult) da Pró-reitoria de Extensão e Cultura (ProEC), cuja missão é estimular as produções artísticas e culturais e os projetos de extensão da comunidade universitária – formada por docentes, discentes, técnico-administrativos e pesquisadores – nas mais diversas vertentes da cultura, aqui entendida em sua forma mais abrangente. Com isso, proporcionar à comunidade eventos relevantes e de qualidade, democratizando e ampliando cada vez mais o acesso à cultura, incentivando e difundindo as diversas linguagens e tendências artísticas.

## Ligação externa
- Sítio oficial